# Chansolme
Afin que les participants à cette page puissent rapidement comprendre vos modifications, merci de les résumer ci-dessous (par exemple, ajout d'un paragraphe, mise
Chansolme (Chansòl en créole haïtien) est une commune d'Haïti située dans le département du Nord-Ouest et l'Arrondissement de Port-de-Paix.
La commune de Chansolme est située à une dizaine de kilomètres du chef-lieu de Port-de-Paix.

## Toponymie
Chansolme doit son nom à une famille d'armateurs nantais, les frères Blaise Chanceaulme (né le 3 juillet 1717) et Jean Chanceaulme (né le 20 septembre 1733).

## Démographie
La commune est peuplée de 35 612 habitants(recensement par estimation de 2017).

## Administration
La commune possède, outre la ville de Chansolme, deux sections communales : Bion et  La visite.
Bientôt[Quand ?] la commune de Chansolme aura une troisième section communale après sa délimitation territoriale de la sixième section communale de Port-de-Paix qui devrait être Petit-Chansolme ou Audouin.